# Ricardo Caruso Lombardi
Ricardo Caruso Lombardi (10 de fevereiro de 1962, Buenos Aires, Argentina) é um ex jogador de futebol e atual treinador argentino.
Jogou como meio-campo e seu primeiro club foi o Argentinos Juniors.
A partir de 1994 começou sua carreira como treinador, pelo Defensores de Belgrano. Foi campeão e subiu à Nacional B com o Tigre em 2005. Logo foi ao Argentinos Juniors e posteriormente ao Newell's Old Boys, equipe a qual conseguiu livrar do rebaixamento direto e da Promoção na temporada 07/08. treinou o Racing Club, a qual logrou salvar da Promoção, conseguindo 30 pontos em 16 partidas disputadas, terminando o Clausura 09 em 5º lugar.
É torcedor confesso do Estudiantes, por isso que é sempre vaiado quando jogo contra o Gimnasia y Esgrima La Plata, como por exemplo, em uma ocasião no estádio Juan Carlos Zerillo, do Gimnasia, onde lhe atiraram garrafas e papel higiênico enquanto ia ao banco de reservas. Quando joga contra o Estudiantes é ovacionado pelos torcedores, já que é torcedor confesso e sempre leva consigo uma correntinha no pescoço com o escudo do Estudiantes.
Sobresai como treinador pelas suas qualidades como organizador tático e eficaz motivador; e por ser um excelente selecionador de jogadores de pouco renome para jogar nos seus times.

## Títulos

### Como jogador
Sportivo Italiano
- Primera B: 1986

Defensores de Belgrano
- Primera C: 1991-92

### Como treinador
Sportivo Italiano
- Primera B: Clausura 1996

Tigre
- Primera B: Apertura 2004 - Clausura 2005